# Hoya crassifolia
Hoya crassifolia là một loài thực vật có hoa trong họ La bố ma. Loài này được (J. Jacq.) Haw. mô tả khoa học đầu tiên năm 1819.